# Puente de hierro de La Barca
El puente Azul de la Barca de la Florida, también referido como puente de Hierro de la Barca, es un puente de carretera que cruza el río Guadalete junto a la localidad de la Barca de la Florida, en España. El puente tiene una longitud de 190 metros y salva el cauce y la llanura de inundación del río. El puente forma parte de la carretera A-2003, que comunica San José del Valle y Jerez de la Frontera.

## Construcción
El puente fue diseñado por el ingeniero de caminos Manuel Martínez y fue ejecutado por los ingenieros Juan Botín y Eduardo Torroja. Fue construido a finales de 1926 por la Sociedad Española de Construcción Naval y la Compañía de Construcciones Hidráulicas y Civiles, y costó 792 948,14 pesetas. El 6 de junio de 1930 una inundación destruyó parte del puente que, sin embargo, no afectó al puente-acueducto del Tempul.
Fue entonces cuando Manuel Martínez inició la renovación del puente, aprovechando la celosía que se salvó, ampliándola con dos celosías más y quedando una luz salvada de 180 metros, a 60 metros por arco.
El puente fue anterior a la población de La Barca, que se estableció en los años de 1940. El puente tuvo que ser reparado de urgencia en 2021 por presentar fisuras en el estribo.